# Roma Eterna
Roma eternă (engleză: Roma Eterna) este un roman științifico-fantastic de Robert Silverberg, prima oară publicat în  2003 de Eos Books. Romanul prezintă istoria alternativă a Imperiului Roman care a supraviețuit până în zilele noastre.

## Prezentare
Punctul de divergență îl reprezintă eșecul israeliților de a pleca din Egiptul Antic. Moise și mulți dintre copiii lui Israel s-au înecat, iar rămășița condusă de Aaron a fost adusă înapoi la sclavie în Egipt, un eveniment traumatic înregistrat pentru posteritate în cartea lui Aaron, o versiune alternativă a Bibliei. Mai târziu, evreii au fost eliberați din robie și au rămas o minoritate religioasă-etnică distinctă în Egipt, practicând o religie monoteistă.
Cu toate acestea,  creșterea și căderea imperiilor și a culturilor a rămas aproximativ la fel ca și în istoria noastră până la  divizarea Imperiului Roman (niciodată creștinat - Iisus Hristos nu a existat în această istorie alternativă). În acest moment, ajutorul reciproc între zonele de vest și de est ale imperiului roman împotriva invaziilor barbare au menținut dominația romană asupra dominioanelor imperiale.
În ciuda absenței creștinismului, care a influențat considerabil Islamul, Mahomed și-a început cariera sa profetică dar a fost asasinat de către un agent roman care și-a dat seama de pericolul pentru Imperiul Roman. Retezarea Islamului în fașă a împiedicat astfel răspândirea oricărei religii monoteiste în/prin Imperiul Roman. Monoteismul a rămas limitat la secta ebraică din Egipt.
Romanul este prezentat ca o serie de povestiri pe o perioadă de aproximativ 1500 de ani, de la 1282 ab urbe condita (AD 529) până în 2723 AUC (AD 1970).

## Capitole
Cartea este formată dintr-un prolog și zece calendare (calendarul gregorian):
- AUC 1203: Prologue (AD 450)
- AUC 1282: With Caesar in the Underworld (529)
- AUC 1365: A Hero of the Empire (612)
- AUC 1861: The Second Wave (1108)
- AUC 1951: Waiting for the End (1198)
- AUC 2206: An Outpost of the Realm (1453)
- AUC 2543: Getting to know the Dragon (1790)
- AUC 2568: The Reign of Terror (1815)
- AUC 2603: Via Roma (1850)
- AUC 2650: Tales from the Venia Woods (1897)
- AUC 2723: To the Promised Land (1970)

## Vezi și
- Romanitas (en) de Sophia McDougall- un alt roman în care Imperiul Roman a supraviețuit până în zilele noastre
- Rome Burning de Sophia McDougall
- Gunpowder Empire de Harry Turtledove
- Warlords of Utopia de Lance Parkin
- Oath of Empire de Thomas Harlan
- Agent of Byzantium povestiri de Harry Turtledove
- Listă de cărți despre Roma antică
- Fix-up